# 阿斯旺水坝
阿斯旺水坝（阿拉伯语：‎），分為阿斯旺低坝（又稱阿斯旺旧坝、小阿斯旺坝）和阿斯旺高坝（又稱阿斯旺大坝），阿斯旺是位于埃及的尼罗河第一瀑布下的城市，两座大坝在此跨过尼罗河，由于旧坝的设计不足以控制洪水，興建新的高坝來保护沿河居住的人口、农田及棉田。

## 建设过程
英国在1898年興建了旧坝，於1902年完工，长1900米，高54米，屬於中型重力坝，由于原设计的不足，旧坝已於1907－1912年和1929－1933年两次加高，但在1946年時洪水卻几乎漫坝，使得人们决定在旧坝上游6.4公里处建造新坝，而非再次加高旧坝。
埃及在1952年开始了新坝的设计，起初美国答应就此贷款2.7亿美元，但由于埃及希望进行军事现代化，但是西方国家拒絕售卖武器，于是埃及總統纳赛尔决定间接通过捷克斯洛伐克向苏联购买军事装备，美国取消了这项资助，埃及政府因此计划用苏伊士运河的收入来继续这项工程，在1958年時苏联加入，提供了大约三分之一工程造价的资助，以及工程师和重型机械。
新坝施工從1960年開始，於1970年7月21日完工，其水库在1964年一期工程结束后便开始蓄水，為抢救水庫區內的埃及文物及古蹟（阿布辛拜勒神廟），1960年在联合国教科文组织指示下，展开了大规模的考古抢救工作，24项古蹟被迁移或赠送他国，1976年水庫达到设计水位。
坝址所在的砂质覆盖层最大厚度225米，建有两排0.61m厚混凝土防渗墙，最大深度131m。

## 利益
新的阿斯旺高壩全長3,600米，底層寬度980米，頂層寬度40米，高111米，体积4,300萬立方米，屬於大型重力坝，最高每秒流量11,000立方米，其攔河而成的纳赛尔湖，是世界第七大水庫，长550公里，宽35公里，面积達5,250平方公里，容积達132立方千米。
工业方面，水坝拥有12组175MW发电机，总功率为2,100MW（2,100兆瓦），1967年开始发电，1998年发电量占埃及总发电量的15%，最高峰时发电量占埃及全國的一半，甚至可向邻国输出电力。
农业方面，水坝有效减小了1964年、1973年的大洪水和1972年－1973年和1983年－1984年的旱灾造成的危害。在几乎全非洲都在闹饥荒的时候，埃及的粮食基本自给自足。
水库还发展了渔业，由于离消费市场距离太远，渔业的收入并不高。
另一个特別的利益是从此埃及摆脱了其不友好的鄰國苏丹有機會对其埃及命脉尼罗河水的控制。
因为现在绝大多数的埃及人都工作、居住在尼罗河谷，埃及还在计划从纳赛尔湖引出另外一条和尼罗河平行的水道，扩大经济面积。
此外，阿斯旺水壩的新壩工程在1971年建成時亦為埃及人帶來另類利益。因新壩工程破壞了傳遞裂谷熱的埃及伊蚊的生態環境，故裂谷熱實際上於1980年後絕跡於埃及。

## 环境问题
然而，阿斯旺水壩也導致不同的環境問題。
水壩令尼羅河上遊肥沃的泥沙停於水壩後面，導致泥沙淤積於水庫內，最終使水庫於五百年後完全失去蓄水功能。
由於缺乏由上游提供的沉積物，下游的農地及海堤逐漸受到侵蝕。除了威脅現時埃及最大的咸水魚資源外，更會使尼羅河三角洲的土地沉降，令該地的稻米種植受到影響。
現時由於欠缺上游的泥沙，三角洲的土地已失去過去的肥沃的特質，當地倚賴泥沙生產的紅磚業受到嚴重影響，而東地中海沿岸更發現有明顯的侵蝕現象。
農業由於缺少由河水提供的天然養份，因而需要使用跨國企業提供的人工肥料。然而，這種做法因做成化學品污染而惹來爭議。一些灌溉系統較差之下游農地由於尼羅河河水流量減少令海水倒流的關係，因而受到土壤過濕與及鹽度增加問題困擾。
地中海的漁獲亦受水壩影響，地中海東部海域的沙丁鱼和凤尾鱼一向仰賴尼羅河河水帶來“淤泥浆”養份，例如矽酸鹽和磷酸鹽等。當水壩建築時，該地區的漁獲減少近半，直至近年才有回升的跡象。
水壩的興建帶來疾病的威脅。由於水壩內有大量蜗牛繁殖，蜗牛携带着小肝吸虫，從人的脚底进入人体，导致了血吸虫病。阿斯旺水坝工程同样带来了一定的政治影响。纳赛尔湖非常巨大，且几乎所有埃及的人口都集中在尼罗河谷一带居住。这意味着大坝一旦被摧毁，所导致的洪水将几乎毁灭整个埃及。在赎罪日战争期间曾谣传说大坝受到了攻击，高射炮保护了大坝，但以色列空军还是威胁着大坝。据传这也成为了1978年时任埃及总统安瓦尔·萨达特与以色列在美國戴维营签订和平条约的主要原因之一。

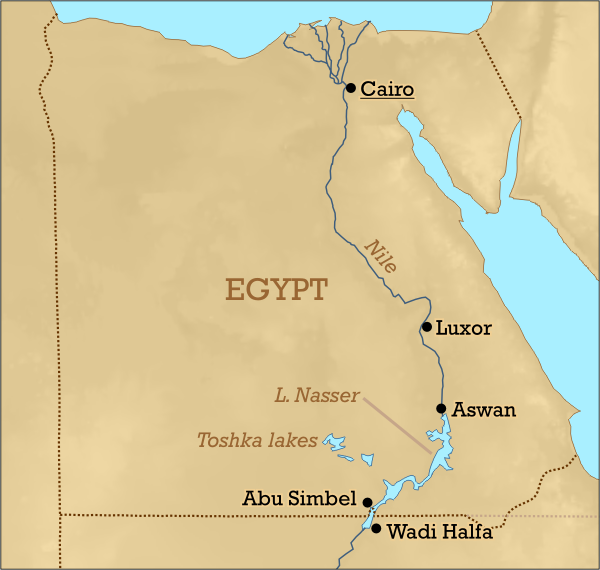
埃及地图

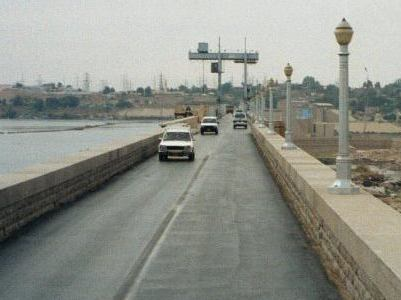
阿斯旺低坝

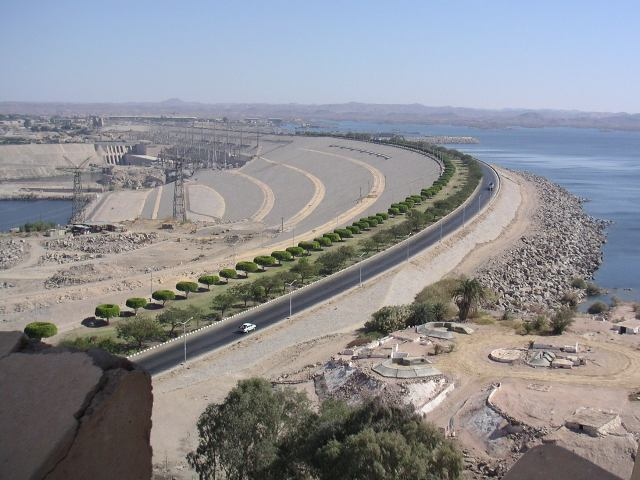
阿斯旺高坝

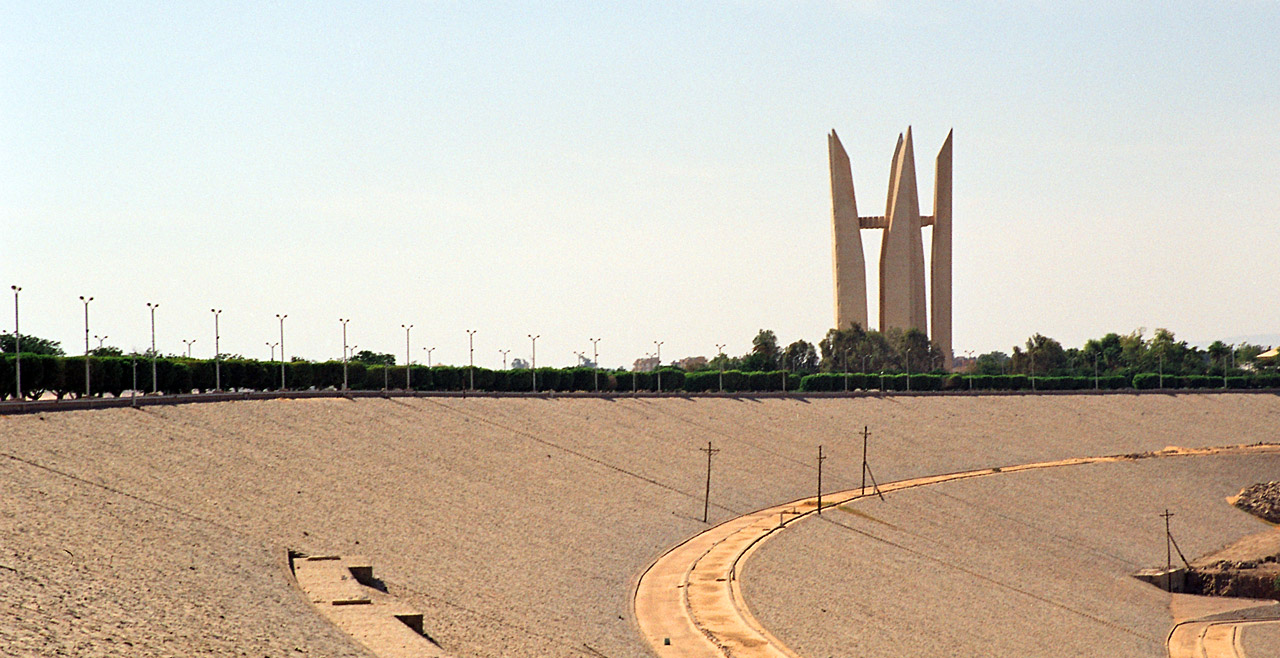
从大坝中段看“莲花塔”

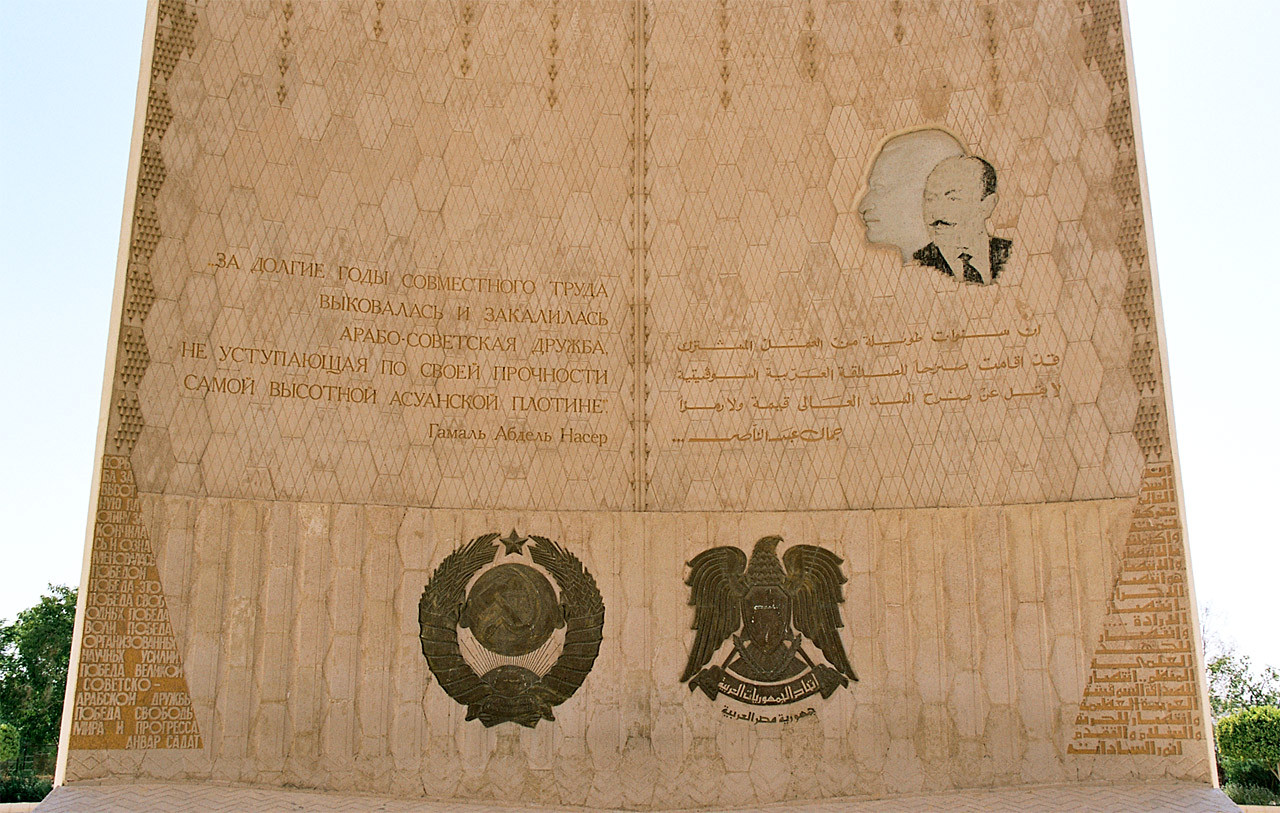
阿斯旺高坝竣工纪念墙

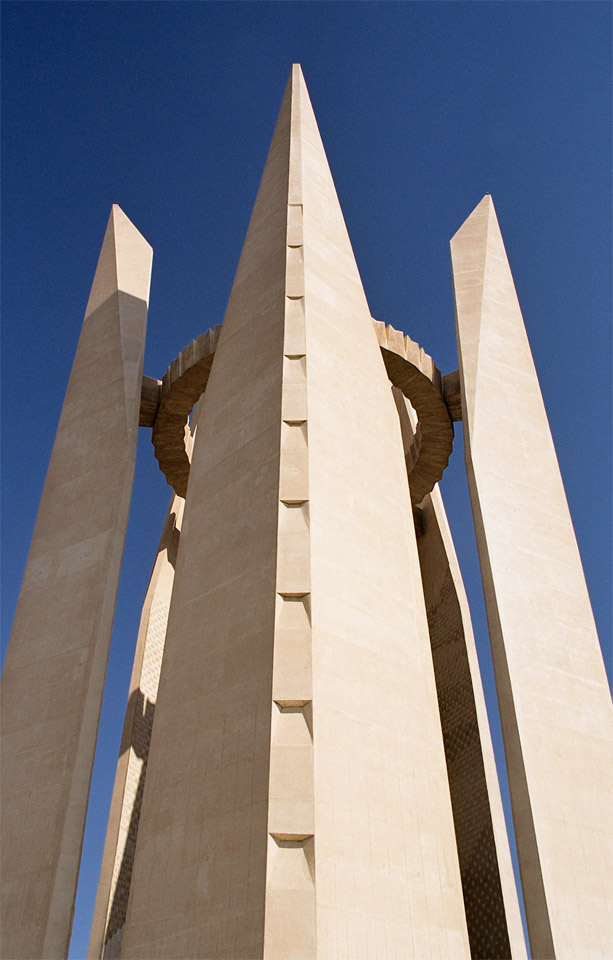
埃-苏友谊纪念碑（“莲花塔”）